# Chickasaw
Los chickasaw son un grupo étnico de la familia lingüística muskogui, cuyo nombre proviene posiblemente de chickasha "rebelde", o quizás signifique “los descendientes de Chicsa”, personaje mítico del que dicen ser descendientes. Se dividían en dos grupos: Impsaktea y Intcukwalipa. Ocupaban el NE de las orillas de los ríos Misisipi y Alabama, cerca del actual Memphis (Tennessee) y Oklahoma. Están relacionados lingüísticamente con los creek y choctaw.

## Demografía
Hacia 1560 eran alrededor de 8000 individuos. Las enfermedades y las guerras los menguaron a 5000 en 1600 y a 1200 en 1786, pero aumentaron a 3500 en 1820 y a 6068 en 1832 (contando los esclavos). En 1900 fueron censados unos 5652 indios puros, 4600 negros y 650 mestizos; hacia 1950 se calculaban en unos 9000 (5350 en Oklahoma) y a finales de 1990 había censados 19 000 chickasaw. Según el censo indio de los EE. UU. de 2000, había 20 887 chickasaw puros, 3014 mezclados con otros grupos étnicos indios, 12 025 chickasaw mezclados con otras razas y 2425 chickasaw-otras tribus mezclados con otras razas. En total, hay 38 351 personas con ascendientes chickasaw. Según cifras de la BIA en 1995, en la Ardmore Agency de la Reserva Chickasaw, se contaban 23 036 habitantes (34 000 apuntados al rol tribal).

## Costumbres
Habitaban en los alrededores de Memphis, en poblados estrechos e irregulares de hasta seis kilómetros de largo, conectados entre sí por una red de caminos de unos 250 kilómetros. Cada familia poseía tres edificios: una casa rectangular de verano, con madera ajustada de palos y renuevos cubiertos de corteza, un granero y una casa de invierno redonda, de palos cubiertos por un entrelazamiento de más palos y renuevos, cubierta de hierbas y barro. Pero muchos de ellos, tras la Independencia de los Estados Unidos, adoptaron las cabañas de las fronteras. Eran seminómadas y se separaron de los choctaw, con los cuales originariamente podrían formar una sola tribu, ya que los chacta ocuparon el Norte y los chicsa el sur; eran comerciantes y tenían clanes matriarcales, cada uno de los cuales se distinguía por un emblema animal y era comandado por un minko u un Consejo de Ancianos. El tishu minko era el jefe principal. Tenían una división social dual con matrimonios exogámicos, y vivían del cultivo intensivo del maíz.
Asociaban el ser supremo al cielo, al sol y al fuego; afirmaban que el dios del sol, Ababinili, eliminó la oscuridad y envió a los hombres a la tierra para que plantaran maíz. Otros dioses eran Hottuk Ishtohcollo, dios bueno, y Hottuk Ookproose, dios maligno. Creían en un alma inmortal, sin castigo eterno, en el diluvio universal y en un juicio final donde lloverá aceite, sangre y fuego. Enterraban sus muertos en una fosa delante de su casa, sentados y envueltos en una manta, con sus mejores vestimentas.

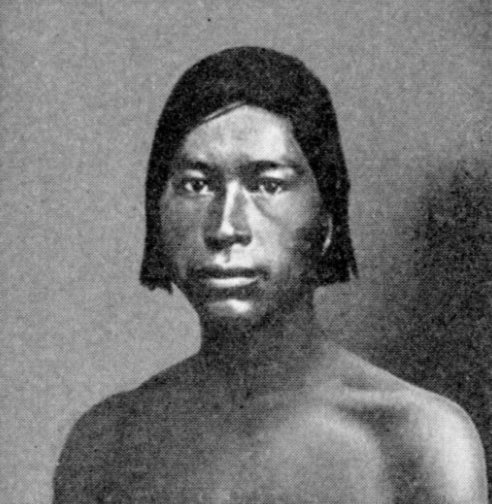
Joven guerrero chickasaw.

Practicaban las mismas danzas que los creek, seminola y choctaw, como la del Busk, la del Nuevo Fuego y la ceremonia de la cosecha; tenían aliktce, chamanes sanadores, y hopoye, hombres sagrados. Los principales juegos eran toli i akabatli, similar al llamado lacrosse. Su ceremonia más importante era la picofa, que creían que servía para curar enfermedades. Actualmente, sin embargo, son baptistas.
Su lengua es muy similar a la de los choctaw, y fue muy usada durante los siglos XVII y XVIII en el valle del río Misisipi como lengua de comercio y comunicación intertribal. 
Se les consideraba feroces guerreros que absorbían a los pueblos conquistados y controlaban las tribus del Norte de su territorio, pero no aspiraban a subyugarlos, sino a defender su propio territorio. Las mujeres y niños prisioneros eran adoptados por la tribu, pero los guerreros prisioneros eran torturados por las mujeres de la tribu hasta la muerte. A menudo atacaban a los poblados enemigos para demostrar su valor personal. Y como trofeos de guerra, cogían cabezas y cabelleras (scalps).

## Historia
Fueron contactados en 1540 por Hernando de Soto, quien les llamaría chicaza y atacó sus campamentos. Hacia 1600 eran unos 5.000, contra unos 22.000 choctaw, unos 26.000 creek y 23.000 cherokee. En 1673 fueron visitados por el francés Jolliet y en 1682 por La Salle, quien pretendió aliarse con ellos, pero en 1698 los comerciantes británicos Thomas Welch y Anthony Dodsworth consiguieron que se aliasen con Inglaterra. Durante el siglo XVIII se vieron envueltos en los conflictos coloniales entre franceses e ingleses. En 1702 hicieron una guerra con los choctaw. En 1732 retaron a la Confederación Iroquesa y penetraron en su territorio. Enemigos tradicionales de los choctaw, cuando éstos se aliaron con los franceses, ellos lo hicieron con los ingleses. En 1736 les vencieron en Amalahta (Misuri), y también ayudaron a los supervivientes natchez, razón por la cual en 1739 fueron atacados por franceses, iroqueses y choctaws al mismo tiempo. Desde entonces vivían en fortificaciones y controlaban el comercio entre Luisiana e Illinois. Tanto hombres como mujeres luchaban a caballo.

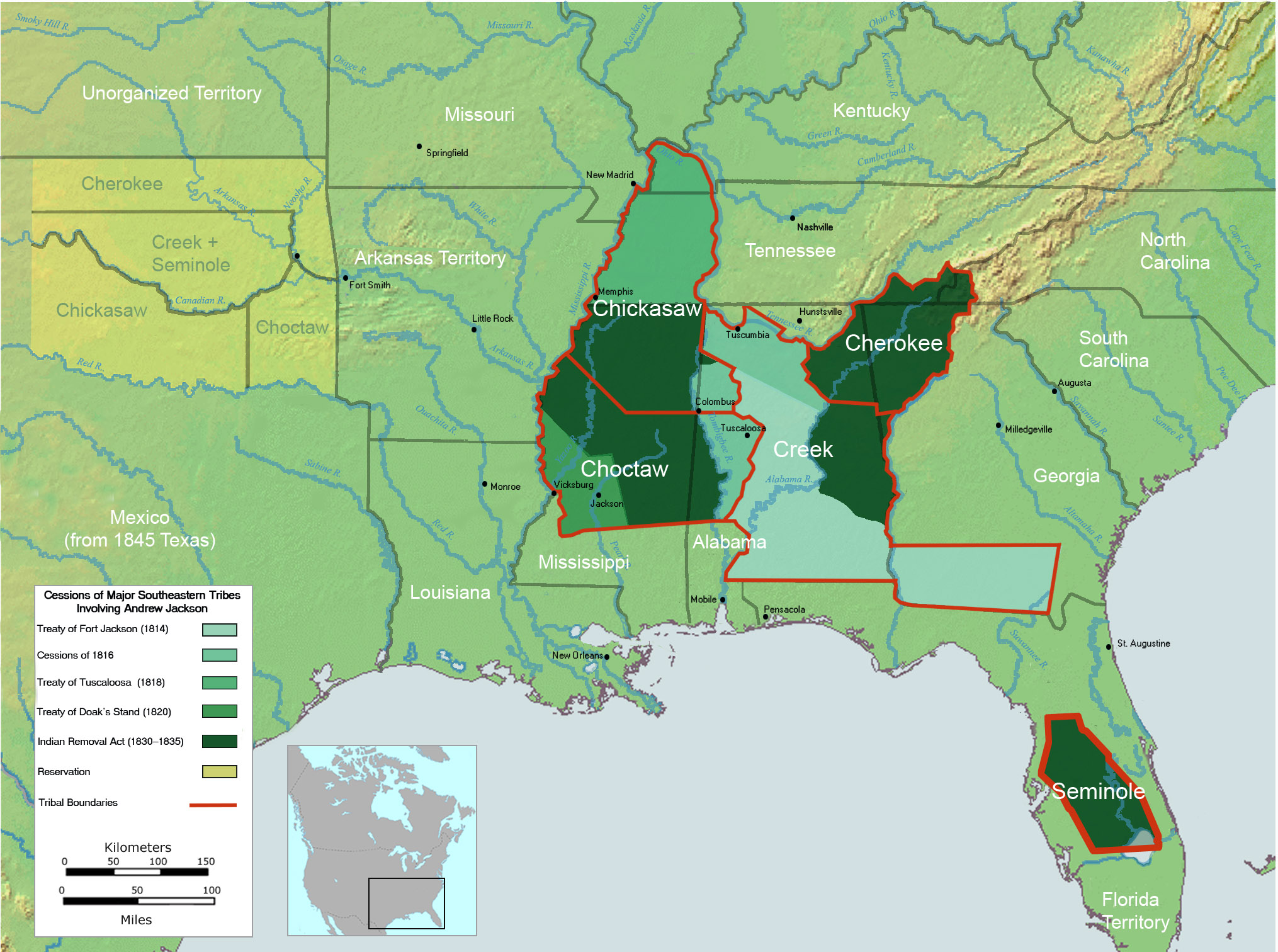
Pérdida de regiones chicasaw ante Estados Unidos a principios del siglo

En 1760 pactaron con los franceses de Luisiana, gracias a los oficios del jefe Piomingo, opuesto al jefe creek McGuillivray. En 1775, dirigidos por James Colbert, ayudaron a los británicos contra los colonos norteamericanos, hasta que se rindieron en junio de 1785. Y en noviembre de 1786, por el tratado de Hopewell, los Estados Unidos. reconocieron el territorio chickasaw con frontera al norte del río Ohio, de manera que desde 1791 ayudaron a los norteamericanos. En 1801 su jefe Chinubbe Minko negoció la venta de tierras con los Estados Unidos, y hacia 1805 cedieron la mayor parte de Tennessee; en 1816 todas las tierras de Alabama, en 1818 el resto de Tennessee. En 1820 abrieron en el territorio numerosas escuelas metodistas, baptistas y presbiterianas, y hacia 1822 algunos comenzaron a ir al oeste del Misisipi. Aun así, en 1828 un grupo, dirigido por Levi Colbert, marchó a Oklahoma. Finalmente, el 20 de octubre de 1830 les impusieron el tratado de Pontotoc Creek, por el cual habían de abandonar las tierras y marchar hacia Oklahoma.

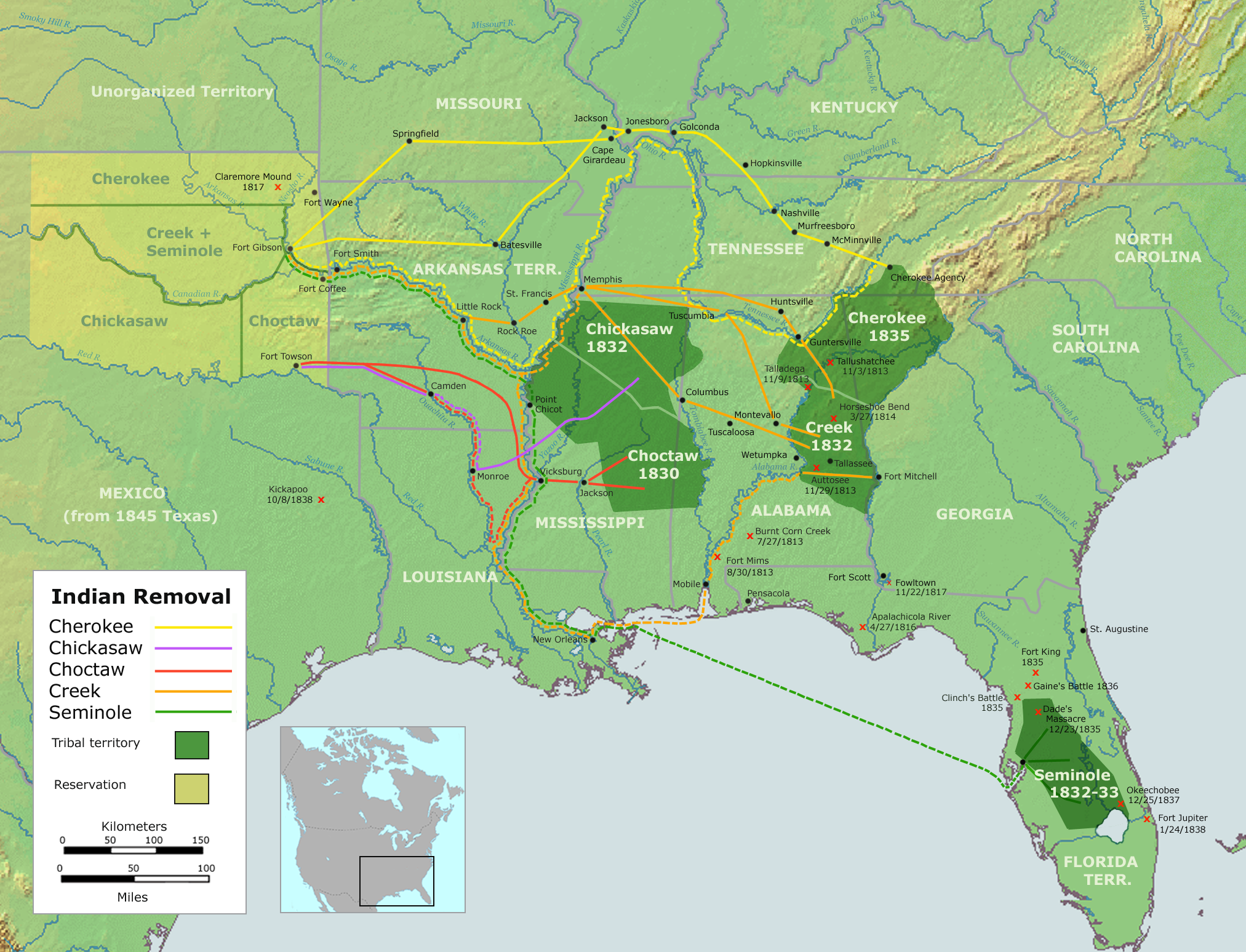
Traslado forzoso (sendero de lágrimas) de los chicasaw en 1832

Entre 1832 y 1834, tras vender las tierras del Misisipi, fueron trasladados a Territorio Indio (Oklahoma) con sus jefes Tishomingo (último jefe de guerra, quien murió en el camino), y los hermanos George y Levi Colbert, con un total de 4.914 indios y 1.154 esclavos. Allí recibieron 6.422.400 acres de tierra, pero en 1838 unos 500 indios murieron en una epidemia. 
En 1838 escogieron un Consejo Nacional; fundaron seis villas (Pontotoc, Fort Washita, Colbert, Fort Arbuckle, Burney y Tishomingo City) y dividieron el territorio en cuatro condados (Pontotoc, Panola, Pickens y Tishomingo). En 1841 los Estados Unidos instalaron en su territorio Fort Washsita, para defenderlos de los ataques comanches; así mismo, en 1851 hubieron de aceptar el arbitrio de los Estados Unidos contra los choctaw por la frontera de tierras. En 1855 les fue concedido el territorio entre los ríos Canadian al norte, y Texas al Sur, separados de los choctaw, y establecieron plantaciones bastante prósperas.
En 1856 fue elegido el primer gobernador xickasaw, Cyrus Harris (reelegido en 1866); en 1861 fueron atacados por la Confederación, a pesar de que uno de sus líderes, Winchester Colbert, luchaba con ellos, y les impusieron una especie de vasallaje; pero 225 indios no lo aceptaron y se exiliaron hacia Kansas. En 1866 firmaron un nuevo tratado con Estados Unidos y en 1872 el ferrocarril pasó por su territorio. El gobernador William Leander Byrd (1888-1892) se vio obligado a negociar la parcelación de sus tierras desde 1887. Hasta 1893 no se llegaría a un acuerdo, por el cual se firmaría el Tratado de Atoka de 1896.
El 4 de marzo de 1906 fue disuelto el gobierno tribal chickasaw, y se hizo un censo de la tribu (1.538 chickasaw puros, 4.156 mestizos y 635 blancos casados con indios); en 1907 la reserva fue parcelada en propiedades individuales, y la tierra que “sobró” fue repartida entre los no indios; pero ellos siguieron escogiendo sus propios gobernadores: Douglas Johnston (1908-1939), quien dirigió numerosas protestas por las violaciones de los acuerdos de Atoka y conseguiría que entre 1916 y 1925 cada chickasaw recibiera 1.75 $ en compensación por las tierras arrebatadas; Floyd E. Maytebby (1939-1963), quien consiguió que en 1946 el Indian Claims Comission fallara que habían de recibir 3.489.843 $ por las tierras no vendidas, pero que no pudo evitar que les impusieran la Termination Bill de 1958, y a Overton James (1963-1971).
Desde 1971 el gobierno de los Estados Unidos les reconoció como Chickasaw Nation y les permitió escoger sus propios presidentes: Overton James (1971-1987) y Bill Anoatubby (1987-?).

## Dirigentes de la Nación Chickasaw
- Minko (jefe hereditario) 
  - 1838-1846 Ishtehotopa
- Jefes del Distrito Chickasaw, Jefes de la Nación Chickasaw
  - 1838 - 1839 George Colbert
  - 1839 - 1844 ....
  - 1844 - 1846 Isaac Alberson (Samuel Seeley)
  - 1846 - 1848 James McLaughlin
  - 1848 - 1850 Edmund Pickens
  - 1850 - 1856 Daugherty Colbert
- Gobernadores
  - 1856 - 1858 Cyrus H. Harris (1.ª vez) (1817-1888)
  - 1858 - 1860 Daugherty Winchester Colbert (1.ª vez) (1810-1880)
  - 1860 - 1862 Cyrus H. Harris (2.ª vez)
  - 1862 - 1866 Daugherty Winchester Colbert (2.ª vez)
  - Febrero de 1864-16 de julio de 1865, en el exilio en Texas
  - 1864 Horace Pratt (provisional)
  - 1866 Jackson Kemp (provisional)
  - 1866 - 1870 Cyrus H. Harris (3.ª vez)
  - 1870 - 1871 William P. Brown
  - 1871 - 1872 Thomas J. Parker (1775-1890)
  - 1872 - 1874 Cyrus H. Harris (4.ª vez)
  - 1874 - 1878 Benjamin Franklin Overton (1.ª vez) (1836-1884)
  - 1878 - 1880 Benjamin Crooks Burney (1844-1892)
  - 1880 - 8 Feb 1884 Benjamin Franklin Overton (2.ª vez)
  - 1881 Hickeyubbee (provisional)
  - 1884 - 1886 Jonas Wolfe (1.ª vez) (?1900)
  - 1886 - 1888 William Malcom Guy (1845-1918)
  - 1888 - 1892 William Leander Byrd (1844-1915)
  - 1892 - junio de 1894 Jonas Wolfe (2.ª vez)
  - Jun 1894 - Oct 1894 Tecumsah A. McClure (provisional)
  - Oct 1894 - Ago 1896 Palmer S. Mosely (1.ª vez) (1851-1908)
  - Ago 1896 - 1898 Robert Maxwell Harris (1850-1927)
  - 1898 - 1902 Douglas Henry Johnston (1858-1939)
  - 1902 - 1904 Palmer S. Mosely (2.ª vez)
  - 1904 - 26 Apr 1906 Douglas Henry Johnston (2ª vez)
  - 1906 Peter Maytubby
  - 1906 - 1939 Douglas Henry Johnston (3ª vez)
  - 1939 - 1963 Floyd Ernest Maytubby (1893-1963)
  - 1963 Hugh Maytubby
  - 1963 - 1987 Overton James
  - 1987 - Bill Anoatubby (1945)

## Personas destacadas
- Piomingo
- Tishomingo
- Cyrus Harris
- Benjamin Franklin Overton
- William Malcom Guy
- William Leander Byrd
- Te Ata
- Bill Anoatubby
- Linda Hogan
- Lynn Moroney
- Tom Cole
- John Herrington